# Koroška (Statistische Region)
Koroška (slowenisch Koroška statistična regija) ist eine statistische Region in Slowenien auf NUTS3-Ebene.
Die Bezeichnung ist identisch mit dem slowenischen Namen für Kärnten (siehe Slovenska Koroška).
Die Region, die im Mai 2005 für statistische Zwecke eingerichtet wurde und der keine administrative Aufgaben zukommen, umfasste 1.041 km² mit 70.718 Einwohnern (2023). Die Einwohnerzahl ist rückläufig (2008: 72.837; 2012: 72.267; 2016: 71.010; 2020: 70.385).
Diese statistische Region deckt sich nur zum Teil mit slowenischen Teilen des ehemaligen Herzogtums Kärnten (Slovenska Koroška) und umfasst auch Gebiete, die einst zur Untersteiermark gerechnet wurden, wohingegen das Jezersko der Statistikregion Gorenjska angegliedert wurde.
Die folgenden sieben Gemeinden der historischen slowenischen Region Štajerska (Untersteiermark) wurden der Statistikregion Koroška angegliedert: Slovenj Gradec, Radlje ob Dravi, Muta, Mislinja, Vuzenica, Podvelka, Ribnica na Pohorju und einige Teile von Dravograd.
Aus der historischen Region Koroška verblieben in der Statistikregion Koroška: Ravne na Koroškem als Hauptort der vergrößerten Region, Prevalje, Mežica und Črna na Koroškem und einige Teile von Dravograd.
Koroška ist Teil der Euregio Steiermark–Slowenien als Interessensvertretung der Grenzregion, die die gemeinsamen „Entwicklungshemmnisse beiderseits der Grenzen“ abbauen, „Netzwerke von Beziehungen“ aufbauen, und durch das „Zusammenwachsen in der Region“ historische Konzepte mit den Anforderungen eines modernen Europa der Regionen zu verbinden versucht.

## Gemeinden
| Wappen | Gemeinde           | Deutscher Name         | Karte | Fläche km² | Einwohner (2023) | NUTS3- Code |
| ------ | ------------------ | ---------------------- | ----- | ---------- | ---------------- | ----------- |
|        | Črna na Koroškem   | Schwarzenbach          |       | 156,0      | 3.193            | SI013       |
|        | Dravograd          | Unterdrauburg          |       | 105,0      | 8.862            | SI013       |
|        | Mežica             | Mießdorf               |       | 26,4       | 3.564            | SI013       |
|        | Mislinja           | Mißling                |       | 112,2      | 4.535            | SI013       |
|        | Muta               | Hohenmauthen           |       | 38,8       | 3.394            | SI013       |
|        | Podvelka           | Podwölling             |       | 103,9      | 2.310            | SI013       |
|        | Prevalje           | Prävali                |       | 58,1       | 6.798            | SI013       |
|        | Radlje ob Dravi    | Mahrenberg an der Drau |       | 93,9       | 6.142            | SI013       |
|        | Ravne na Koroškem  | Gutenstein             |       | 63,4       | 11.199           | SI013       |
|        | Ribnica na Pohorju | Reifing am Bachern     |       | 59,3       | 1.099            | SI013       |
|        | Slovenj Gradec     | Windischgrätz          |       | 173,7      | 16.955           | SI013       |
|        | Vuzenica           | Saldenhofen            |       | 50,1       | 2.667            | SI013       |
|        | gesamt:            |                        |       | 1.040,8    |                  |             |

## Nachbarregionen
| Österreich | Österreich                                  | Podravska |
| Österreich | Kompassrose, die auf Nachbargemeinden zeigt | Podravska |
| Savinjska  | Savinjska                                   | Savinjska |